# Kajanka
Kajanka – wieś w Polsce położona w województwie podlaskim, w powiecie siemiatyckim, w gminie Siemiatycze.
Wieś posiadała w 1673 roku wojewodzina wileńska Anna Barbara Sapieżyna. W latach 1954–1959 wieś należała i była siedzibą władz gromady Kajanka, po jej zniesieniu w gromadzie Baciki Średnie. W latach 1975–1998 miejscowość administracyjnie należała do województwa białostockiego.
Wierni kościoła rzymskokatolickiego należą do parafii Parafia św. Andrzeja Boboli w Siemiatyczach.